# لوفینگن
شهر لوفینگن (به آلمانی: Löffingen) در ایالت بادن-وورتمبرگ در کشور آلمان واقع شده‌است.